# Francisco Rovira Beleta
Pour les articles homonymes, voir Rovira.
Francisco Rovira Beleta est un réalisateur espagnol né le 25 septembre 1913 à Barcelone et mort le 23 juin 1999.

## Biographie
En 1994, il reçoit la Médaille d'or du mérite des beaux-arts par le Ministère de l'Éducation, de la Culture et des Sports.
En 1999 il reçoit la Creu de Sant Jordi, distinction décernée par la Generalitat de Catalogne.

## Filmographie
- 1946 : Deportes y figuras del boxeo. Reportaje Nº 1
- 1949 : Doce horas de vida
- 1950 : 39 cartas de amor
- 1952 : Luna de sangre (es)
- 1953 : Hay un camino a la derecha (es)
- 1954 : Once pares de botas (es)
- 1956 : Touchez pas aux bijoux (es) (El expreso de Andalucía)
- 1958 : Historias de la feria
- 1958 : De famille inconnue (Familia provisional)
- 1960 : Cibles vivantes (Altas variedades)
- 1962 : Les Malfaiteurs (es) (Los atracadores)
- 1963 : Los Tarantos
- 1966 : La Femme de l'aube (La dama del alba)
- 1967 : L'Amour sorcier (El amor brujo)
- 1970 : La larga agonía de los peces fuera del agua
- 1971 : Impromptu Balear
- 1973 : Roses rouges et Piments verts (No encontré rosas para mi madre)
- 1974 : El día de San Jorge en Barcelona
- 1976 : La espada negra
- 1986 : Crónica sentimental en rojo